# NGC 5874
NGC 5874 is een balkspiraalstelsel in het sterrenbeeld Ossenhoeder. Het hemelobject werd op 11 juni 1885 ontdekt door de Amerikaanse astronoom Lewis A. Swift.

## Synoniemen
- UGC 9736
- MCG 9-25-24
- ZWG 274.20
- KUG 1506+549
- IRAS 15064+5456
- PGC 54018